# 라운드 미드나잇
라운드 미드나잇은 '책과 휴식이 있는 하룻밤 동안의 음악회'라는 주제로 공연+북토크+독서가 결합된 형태의 행사이다. 2015년 12월 <라운드 미드나잇 2015>부터 시작하여 재즈위크, 피아노 솔로 시리즈 등으로 다양하게 재구성되기도 했다. 대한민국의 문화 컨텐츠 기업이자 연예 기획사인 페이지터너에서 주최, 주관한다.
| 날짜    | 타이틀                                     | 장소                   | 출연진                                                                             |
| ------- | ------------------------------------------ | ---------------------- | ---------------------------------------------------------------------------------- |
| 2015.12 | 라운드 미드나잇 2015                       | 파주출판도시 지혜의숲  | 임인건, 이원술, 성현 외 다수                                                       |
| 2016.7  | 라운드 미드나잇 - 라이브러리 스테이        | 파주출판도시 지혜의숲  | 성현, 수상한 커튼, 소설가 김중혁                                                   |
| 2016.9  | 라운드 미드나잇 - 재즈위크                 | 성수아트홀             | 트리오 클로저, 바버렛츠, 정주원, 말로, 웅산, 이하윤, 임인건, 선우정아 외 다수      |
| 2016.12 | 라운드 미드나잇 2016                       | 파주출판도시 지혜의숲  | 조정희, 수상한 커튼, 주호민, 강아솔, 성현, 안녕하신가영, 9와 숫자들 외 다수        |
| 2017.3  | 라운드 미드나잇 - 피아노 솔로 시리즈       | 음악·서점 라이너노트   | 이한얼, 성현, 비안                                                                 |
| 2017.8  | 라운드 미드나잇 2017 Summer                | 파주출판도시 지혜의숲  | 구병모, 임성순, 장강명, 봉태규, 심재명, 생각의 여름, 송재경, 송영주 트리오 외 다수 |
| 2017.10 | 미드나잇 블루                              | 한남 블루스퀘어        | 정지돈, 수상한 커튼, 사비나앤드론즈 외 다수                                        |
| 2017.12 | 라운드 미드나잇 2017 Chiristmas & Year-end | 파주출판도시 지혜의숲  | 남궁인, 이하윤, 임인건, 마더바이브, 사비나앤드론즈, 이진아 외 다수                 |
| 2018.12 | 라운드 미드나잇 2018 Year-end              | 파주출판도시 지혜의 숲 | 전진희, 나희경, 송형석                                                             |